# Alerón trasero móvil

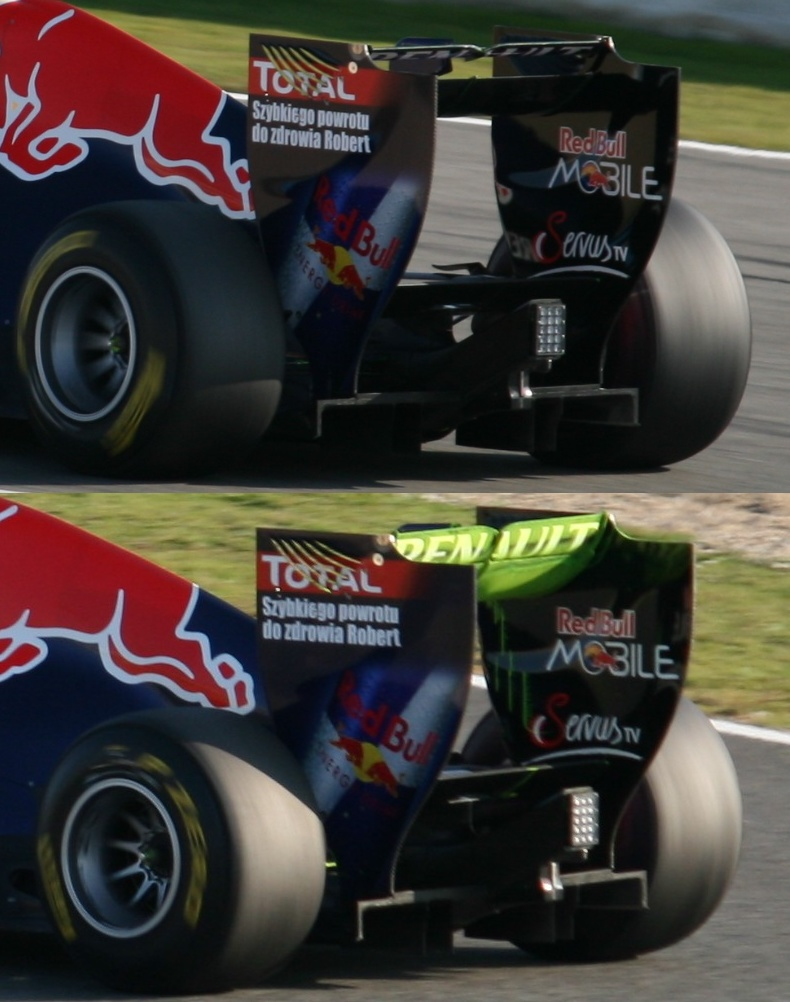
DRS en acción: abierto en la parte superior, cerrado en la inferior.

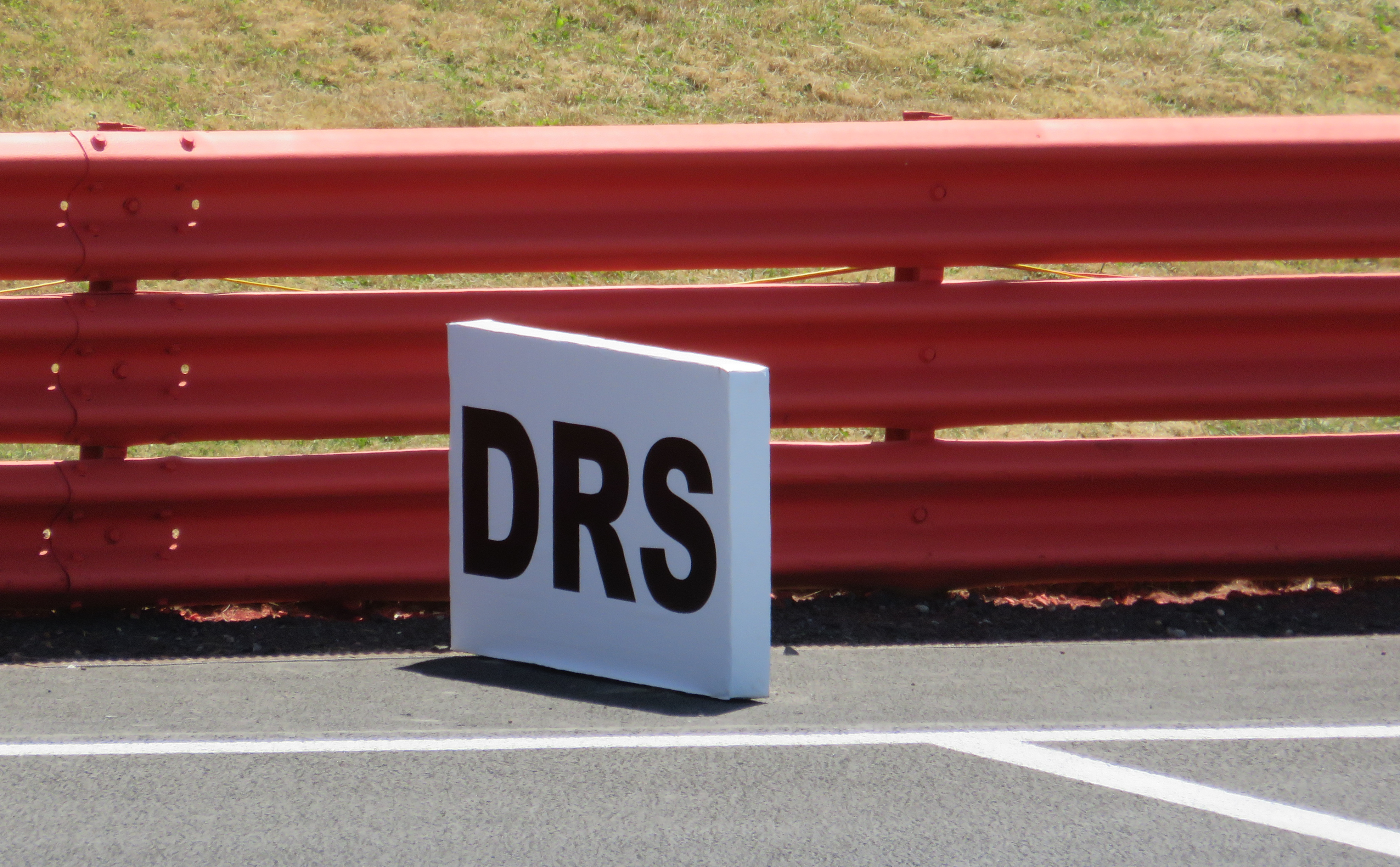
Cartel de DRS en el circuito de Silverstone.

El alerón trasero móvil, comúnmente conocido como DRS por las siglas en inglés de Drag Reduction System, es un dispositivo introducido en la temporada 2011 de Fórmula 1 con el propósito de reducir la carga aerodinámica del monoplaza y así aumentar su velocidad para facilitar los adelantamientos. Este sistema se activa con las manos aunque en el caso de los monoplazas de Ferrari se realiza con los pies en un pedal situado al lado del freno.
Las condiciones para utilizar el sistema DRS en carrera son:
- Estar a menos de un segundo del coche que se encuentre delante (pueden ser doblados) cuando ambos pasen por la zona de detección. Dicha zona se encuentra antes de la zona de activación en la que se podrá hacer uso del DRS. Normalmente hay una o dos zonas de activación en cada circuito. Estas se encuentran en rectas largas o curvas muy abiertas para evitar que haya accidentes debido a que la falta de carga aerodinámica imposibilitaría tomar curvas cerradas sin sufrir accidentes graves.[1]

- El pavimento debe estar seco o, en caso de lluvia, el director de carrera debe haber dado su consentimiento para ser utilizado.

- Tiene que haber pasado una vuelta desde el inicio de la carrera o, en caso de haberse producido la salida del auto de seguridad, se contará una vuelta desde la reanudación de la carrera.

En la clasificación oficial y en los entrenamientos libres, este dispositivo podía ser utilizado libremente en cualquier parte del circuito, pero la normativa cambió en la temporada 2013, y desde entonces solo puede usarse en las mismas zonas que en carrera. De todos modos, en caso de lluvia seguirá siendo el director de carrera quien permita o no su uso.
Si el monoplaza frena o pasa la zona de detección de DRS, este se desactiva.